# Narodnaia volia
Naródnaia vólia (em russo:  Народная воля, em português:  Vontade do Povo) foi um grupo terrorista revolucionário russo que se formou em 1879. A esse grupo, também conhecido como Pervomartovtsi é atribuído o assassinato de Alexandre II e a tentativa de assassinato de Alexandre III. Após esse feito, a maioria dos membros foi condenada à morte, inclusive Alexandre Uliánov, irmão do líder da Revolução de 1917, o revolucionário Lenin, o que fez com que esse se tornasse um revolucionário radical que organizou a Revolução Russa de 1917.